# 丙酸镝
丙酸镝是一种镝的羧酸盐，化学式为Dy(C2H5COO)3。它可由丙酸和氢氧化镝（或氧化镝）反应得到，从溶液中可以析出二水合物。它的一水合物在60~120 °C脱水，得到无水物，在300 °C分解，生成Dy2O2CO3，其热分解的最终产物为Dy2O3。
它在含丙酸的溶液中可以结晶出[Dy2(C2H5COO)6(H2O)4]·(C2H5COOH)0.5，它在105 °C失去0.5个丙酸分子，得到二水合物。